# Национална гвардия на Украйна
Националната гвардия на Украйна (на украински: Національна гвардія України, НГУ) е украинската национална жандармерия. Част е от украинското Министерство на вътрешните работи. Първоначално е създадена като структура под прекия контрол на Върховната Рада на 4 ноември 1991 г. след обявяването на независимостта на страната. По-късно е разпусната и слята с Вътрешните войски на 11 януари 2000 г. от тогавашния президент Леонид Кучма като част от схема за намаляване на разходите. След Революцията на достойнството на 13 март 2014 г., на фона на външната намеса на Русия, Националната гвардия е сформирана наново, а Вътрешните войски са разпуснати.
По време на войната в Донбас войските на Националната гвардия се сражават срещу проруски сепаратисти и руски войски, дегизирани като сепаратисти. Поради липсата на резерви в началото на конфликта полковете Азов и Донбас са най-големите доброволчески формирования, достигайки съответно 1000 и 900 души.
Ръководството на Националната гвардия се осъществява от командира ѝ, който се назначава от президента на Украйна. Докато са на военна служба, на гвардейците им е забранено да членуват в политически партии и професионални съюзи.